# Kamenica (Slowakei)
Kamenica (ungarisch Tarkő – älter auch Kamenyica) ist eine Gemeinde mit rund 1850 Einwohnern in der Slowakei. Sie liegt 4 Kilometer nördlich der Stadt Lipany am Fuße des Čergov-Gebirges und gehört dem Okres Sabinov an.

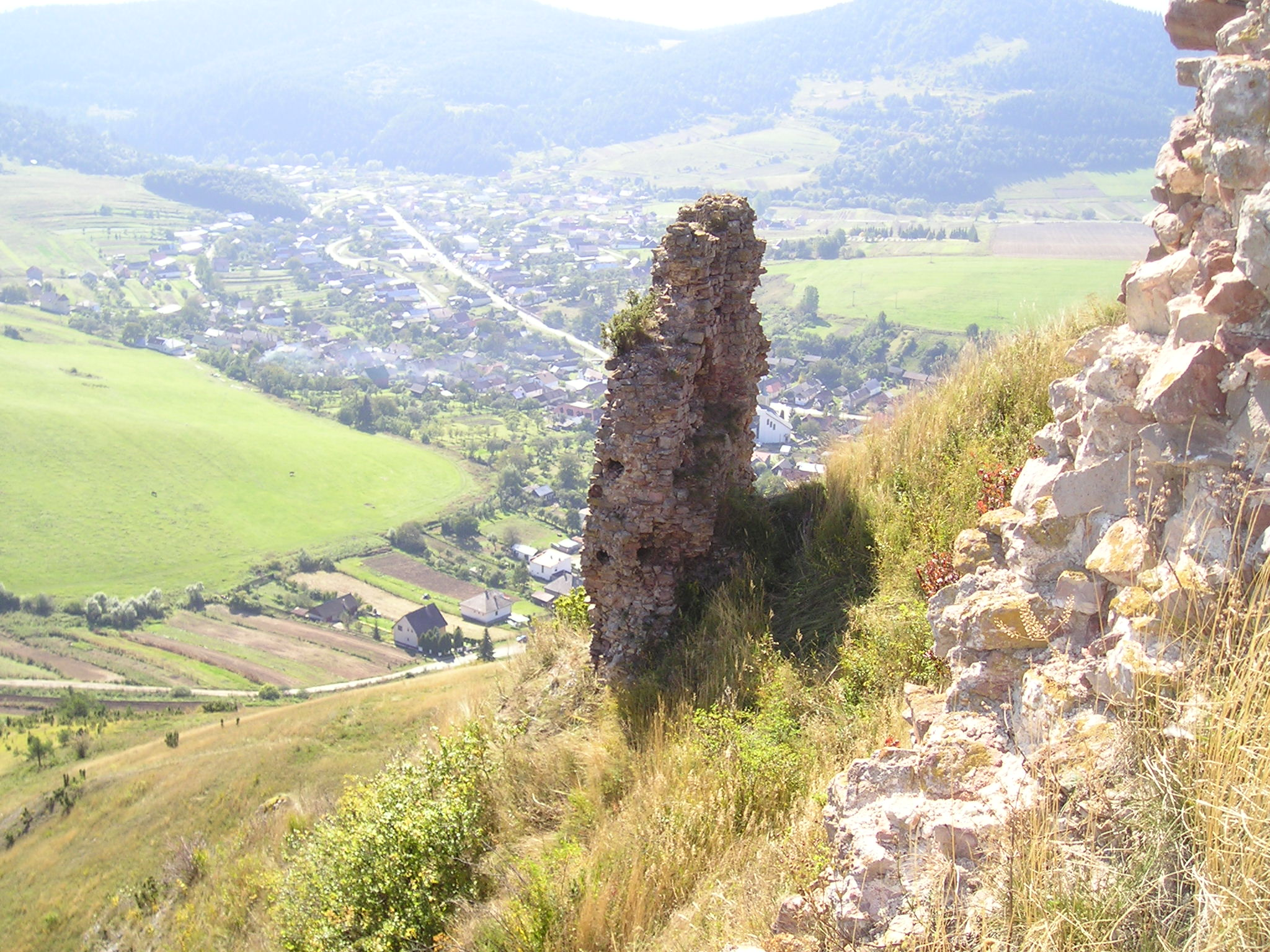
Blick auf den Ort von der Burg aus

Die erste urkundliche Erwähnung von Kamenica stammt aus dem Jahre 1275.

## Bevölkerung
| Jahr                | 1994 | 2004    | 2014    | 2024    |
| ------------------- | ---- | ------- | ------- | ------- |
| Anzahl der Personen | 1815 | 1868    | 1817    | 1791    |
| Unterschied         |      | +2,92 % | −2,73 % | −1,43 % |

| Jahr                | 2023 | 2024   |
| ------------------- | ---- | ------ |
| Anzahl der Personen | 1800 | 1791   |
| Unterschied         |      | −0,5 % |

## Sehenswürdigkeiten
Im Osten des Dorfes liegen auf einer Felskuppe die Ruinen der Burg Kamenica, die ursprünglich den Namen Thorku trug. Die Burg wurde 1248 von Dietrich Tarczay erbaut und war bis zu ihrer Zerstörung im Jahre 1558 durch kaiserliche Truppen im Besitz der Tarcay. Große Teile des alten Gemäuers wurden 1816 abgetragen und als Baumaterial für eine Schnapsbrennerei im Nachbardorf Lúčka verwendet.